# Mundodisco (juego de tablero)
Mundodisco: Ankh-Morpork (Discworld: Ankh-Morpork) es un juego de tablero creado por Martin Wallace y basado en la saga de libros escrita por Terry Pratchett, Mundodisco (Discworld) la cual cuenta con 41 novelas. Este juego en particular se sitúa en la concurrida ciudad de Ankh-Morpork.
El objetivo del juego es cumplir una misión que es entregada al comienzo de la partida, dicha misión es entregada al azar y  debe ser mantenida en secreto, ya que durante la partida el  objetivo será, junto con cumplir tus condiciones de victoria adivinar los objetivos de tus oponentes para de esta forma obstaculizar su juego.
La versión en castellano es este juego es distribuida por devir a un precio aproximado de 40€ en Europa y hasta la fecha no contempla ningún tipo de expansión.

## Componentes
El contenido de la caja es el siguiente:
- 1 tablero de juego a todo color
- 132 cartas 
  - 101 cartas de juego
  - 12 cartas de evento
  - 12 cartas de barrio
  - 7 cartas de personalidad
- 79 piezas de madera 
  - 48 seguidores
  - 24 edificios
  - 4 Demonios
  - 3 Trolls
  - 12 marcadores de conflicto
- 1 hoja de dinero de cartón
- 4 cartas de ayuda para los jugadores
- 1 dado de 12 caras
- 1 Reglamento.

## Desarrollo

### Montaje del tablero
Cada jugador toma un set de fichas de juego del mismo color. Un set se compone de 12 fichas de secuaz y de 6 fichas de edificio. Cada jugador coloca uno de sus secuaces en Las Sombras, Los Frotes y Hermanas Dolly. También se coloca un indicador de problema en cada una de estas tres zonas. El resto de indicadores de problema se coloca al lado del tablero. Coloca el dinero al lado del tablero para formar el banco. Cada jugador empieza con 10 dólares de Ankh-Morpork.

### Fases
Al inicio del juego cada jugador roba cinco cartas del mazo de juego. La primera acción que puede efectuar un jugador, es mover algún secuaz (si es que lo estima necesario) respetando las restricciones que esto conlleva. A continuación debe jugar al menos una de las cartas de su mano. Y para finalizar si su mano cuenta con menos de cinco cartas debe rellenarla hasta tener cinco, en caso de que por motivos de juego su mano supera ese número, no tendrá que descartar y continúa el juego hacia la izquierda del jugador activo.

## Mazos de cartas

### Mazo de juego
El mazo de juego está compuesto por 101 cartas, las que están divididas en cartas de borde marrón y cartas  de borde verdes, donde las verdes serán jugadas primero (por tanto no se deben mezclar a la hora de formar la pila del mazo de juego). 

### Mazo de personalidades
El mazo de personalidades está compuesto por siete cartas, estas cartas contienen las condiciones de victoria, cada jugador debe robar una al azar y debe ser escondida a los demás jugadores. 

### Mazo de barrios
El mazo de barrios está compuesto por 12 cartas que corresponden a cada zona del tablero, para obtener una de estas cartas, es necesario colocar un edificio en dicha zona (cumpliendo las reglas que te permiten hacerlo) obtener una carta de zona otorga ventajas en el juego, que van desde, robar dinero adicional, colocar contadores de problema o secuaces, por tanto pueden ser la clave para cumplir tu misión para ganar el juego.

### Mazo de eventos aleatorios
El mazo de eventos aleatorios está compuesto por 12 cartas,  los eventos aleatorios corresponden a catástrofes que ocurren en la ciudad, que van desde inundaciones hasta ataques de dragones. Las cartas de eventos aleatorios serán jugadas de manera inmediata cuando se juegue una carta que contenga el símbolo de evento aleatorio y no podrá ser pasada por alto.

## Fin del juego
El juego termina de tres formas, uno, cuando un jugador comienza su turno con su condición de victoria cumplida, dos, si por causa de algún evento aleatorio se indica que el juego termina y se procede a contar puntos, y por último, siempre y cuando algún jugador no es poseedor de la condición de victoria, cuando se termina el mazo de juego.
- Datos: Q5282110